# Ибн Худ
Абу Абд Аллах Мухаммад ибн Юсуф ибн Худ Аль-Джудхами, также известен как Ибн Худ (конец XII века, Сарагоса — 1238, Альмерия) — таифский эмир Андалусии (1228—1238). Он утверждал, что является потомком семьи Бану Худ из Сарагосы в Испании.

## Биография
Ибн Худ был губернатором Мурсии при династии Альмохадов. Когда после битвы при Лас-Навас-де-Толоса в 1212 году стало всё более и более очевидно, что Альмохады больше не в состоянии защитить страну, и недовольство поднялось среди народа, Ибн Худ стал лидером восстания. К 1228 году он стал правителем практически всего Андалусии (Аль-Андалус), за исключением Валенсии, которая оставалась в руках Зайяна ибн Марданиша. В это же время Мухаммад ибн Наср был признан султаном в провинции Архона, а затем подчинил себе районы Гуадикс и Баса.
Однако Ибн Худ недолго был в состоянии противостоять силам христианских иберийских королевств. В 1231 году его войска были разбиты кастильской армией в битве при Хересе и леонской армией около Мериды. В 1233 году Ибн-худу пришлось подписать перемирие с Кастилией.
В 1232 году Мухаммад I аль-Галиб провозгласил себя султаном области Хаэн и вскоре стал самым могущественным противником Ибн Худа. Хотя Ибн Худ сначала смог победить Мухаммада в 1234 году, он не смог защитить Кордову от захвата королём Кастилии Фердинандом III в 1236 году, и ему пришлось подписать ещё одно перемирие с Фердинандом III и Мухаммадом ибн Юсуфом ибн Насром. В 1237 году Гранада приняла Мухаммада ибн Юсуфа ибн Насра в качестве своего правителя.
Ибн Худ был убит своим наместником в январе 1238 года у ворот Альмерии вскоре после того, как король Арагона завоевал Балеарские острова у мусульман.